# Cadastro de Emitentes de Cheques sem Fundos
O Cadastro de Emitentes de Cheques sem Fundos (CCF) é um banco de dados nacional no qual se registram dados de emitentes de cheques devolvidos. Só são incluídos no banco de dados cheques devolvidos por três razões: a segunda apresentação de um cheque sem fundos, por ter sido emitido por uma conta encerrada e por prática espúria. O CCF é de responsabilidade do Banco Central do Brasil, mas gestão é realizada pelo Banco do Brasil.

## Inclusão de emitentes
A inclusão de emitentes no banco de dados é de responsabilidade das instituições financeiras (bancos ou empresas que concedem crédito), que o fazem pelos seguintes motivos:
- Motivo 12: cheque sem fundos - segunda apresentação. Quando um cheque é devolvido pelo motivo 11, sem fundos, ele pode ser reapresentado. É somente na reapresentação, ou seja, segunda apresentação do cheque sem fundos que o nome do emitente passa a integrar o CCF e consequentemente dos Bureau de Crédito;[1]
- Motivo 13: conta encerrada;[1]
- Motivo 14: prática espúria.[1]

Emitentes incluídos no banco de dados ficam impedidos de receber novos talões de cheque no banco e há a possibilidade da conta ser encerrada. Também são incluídos no cadastro de inadimplentes mantido pelo Serasa, dificultando a obtenção de crédito.
Há a necessidade da instituição responsável pela inclusão comunicar, por escrito, os emitentes atingidos.

## Consulta do banco de dados
A consulta do banco de dados pode ser realizada pelo sítio eletrônico do Serasa, o que requer cadastro, em uma agência bancária ou uma central de atendimento do Banco Central. A informação deve ser fornecida sem a cobrança de nenhuma taxa. Exige-se a apresentação do Registro geral (RG) e do Cadastro de pessoas físicas (CPF). De acordo com o Governo Federal do Brasil, ao efetuá-la, as seguintes informações são compartilhadas:
- Nome do correntista;[1]
- Cadastro de pessoas físicas (CPF) ou Cadastro Nacional da Pessoa Jurídica (CNPJ);[1]
- Número-código da instituição e da agência que determinou a inclusão;[1]
- A razão da devolução;[1]
- O número e o valor do cheque;[1]
- A data da inclusão;[1]
- A quantidade de ocorrências incluídas no CCF, por instituição e agência.[1]

## Exclusão de emitentes
A exclusão de emitente do banco de dados deve ser requerida à instituição financeira que efetuou sua inclusão. O solicitante deve comprovar o pagamento do cheque, devendo, para tanto, apresentar:
- A entrega do cheque ou de extrato da conta com o débito relativo; ou[8]
- A declaração do beneficiário informando a satisfação do débito. Esta deve ser autenticada por um tabelião ou abonada pelo banco emissor, assim como acompanhada da cópia do cheque e das certidões negativas dos cartórios de protesto relativas ao cheque.[8]

Quando há a comprovação do pagamento, a instituição financeira possui cinco dias úteis para solicitar ao Banco do Brasil a remoção do emitente no cadastro.
Ademais, o cadastro do emitente no CCF deve ser automaticamente removido após transcorrido o prazo de cinco anos de sua inscrição.

## Situação legal
Em 2007, o Juizado Especial Cível de Cuiabá condenou o Banco Real por ter retirado do CCF o nome de emitente que não havia adimplido a dívida originada pelo cheque. O banco foi condenado ao pagamento de R$ 4,5 mil por danos materiais.
Em 2015, o Superior Tribunal de Justiça (STJ) editou a Súmula 572, julgando que o Banco do Brasil não possuía legitimidade passiva para responder por danos causados pela ausência de notificação prévia do correntista acerca de sua inscrição no cadastro. A alta corte entendeu que o banco atuava meramente como operador e gestor do CCF. Deste modo, uma ação civil eventualmente interposta com o objetivo de obter reparação por danos morais possui como polo passivo legítimo o banco que determinou a inclusão, e não o Banco do Brasil.
Em 2019, o Superior Tribunal de Justiça decidiu, em recurso especial, que o CCF possuía cadastro restritivo e que, consequentemente, as entidades mantenedoras de cadastros eram obrigadas a notificar os consumidores, sob pena de gerar danos morais.
Em 2020, a 2ª vara Cível de Colombo, no Paraná, julgou que o Serasa também era obrigado a notificar os clientes quando lhes impusesse restrições de créditos em virtude de sua inclusão no CCF. Na decisão, o magistrado fixou multa de R$ 4 mil, em decorrência de danos morais.